# Triumph Model C-serie
De Triumph Model C-serie was een serie motorfietsen die het Britse merk Triumph produceerde van 1929 tot 1932. Ze bestond uit vier modellen van 350-, 500- en 550 cc, zowel zij- als kopkleppers.

## Voorgeschiedenis
Triumph was begin jaren twintig in grote financiële problemen gekomen. Die waren opgelost door het zeer goedkope Model P uit te brengen, een 500cc-zijklepmotor die als toermotorfiets en als zijspantrekker kon dienen en die zo goedkoop was, dat er 20.000 exemplaren verkocht moesten worden om uit de rode cijfers te komen. Samen met volgende Modellen N en NP lukte dat: er werden 55.000 exemplaren verkocht. Dit bracht de concurrentie op achterstand, maar in de tweede helft van het decennium werd Triumph weer ingehaald. Triumph had bovendien het probleem dat het sinds het overlijden van Charles Hathaway in 1915 en het vertrek van Mauritz Johann Schulte in 1919 geen echte motorfietsontwerper meer in dienst had. Twee belangrijke modellen waren ontstaan dankzij privé-initiatieven van klanten: de Triumph Ricardo-serie van Frank Halford en de Triumph Modellen TT en ST van Victor Horsman. 

## Triumph Model C-serie
Eind jaren twintig moest Triumph niet alleen haar marktaandeel terugwinnen, maar ook bezuinigen op de productie. Men besloot om dit te doen door modulair ontwerpen. Er kwamen vier modellen met verschillende motorblokken, maar met in principe hetzelfde rijwielgedeelte, versnellingsbak, benzinetank, wielen, spatborden etc. Dat betekende dat de frames voor de lichte modellen overontworpen waren. Ze moesten immers geschikt zijn om een zijspan met passagier te trekken, een doel waar bijvoorbeeld het 350cc-Model CO niet voor bestemd was. De modellen CO, CN, CTT en CSD verschenen in 1929. Zij hadden nog een "normaal" stuur met buitenliggende bowdenkabels en manettes. In 1930 kregen ze het "Triumph patent clean bar" waarbij de kabels door het stuur liepen. Dat was mogelijk omdat het gas met een twistgrip rechts en de voorontsteking met een twistgrip links geregeld werden. Dat "schone" stuur sloeg aan bij klanten, maar het betekende grote problemen als er inwendig een breuk of een afgebroken nippel gerepareerd moest worden, vooral langs een donkere weg in de regen... Een verdere vernieuwing was het dry-sump-smeersysteem dat de total loss smering verving. Het was nog steeds geen modern hogedruksysteem en het kleppenmechanisme van de kopkleppers moest nog met de hand worden gesmeerd. De olietank zat aan de framebuis onder het zadel. Verder kreeg de machine een zadeltank en dientengevolge ook een nieuw frame. Dat had echter - net als bij de oude flattanks - nog steeds een dubbele bovenbuis, die echter niet zichtbaar was. De onderste daarvan was echter hoger geplaatst om ruimte te maken voor de kopklepmotoren zonder dat de zitpositie te hoog zou worden. 
De modellen, vooral de kopkleppers, verkochten aanvankelijk goed, maar Triumph werd net als andere fabrikanten slachtoffer van de beurskrach van 1929. 

### Motor
De geheel nieuwe motoren waren vanzelfsprekend niet gelijk, maar hadden wel overeenkomstige onderdelen, zoals het carter, de ontstekingsmagneet, het dry-sump-smeersysteem en de carburateur. Rechts in het carter lagen de beide nokkenwielen, die bij de zijklepmotoren de kleppen aanstuurden en bij de kopklepmotoren de stoterstangen. De modellen met elektrische verlichting hadden in plaats van de ontstekingsmagneet een magdyno. De ontsteking zat achter de cilinder, zoals bij het door Vic Horsman ontwikkelde Model TT, maar werd niet aan de rechterkant aangedreven, maar aan de linkerkant. 

### Transmissie
Aan de linkerkant van de krukas werd zowel de ontstekingsmagneet/magdyno als de primaire transmissie aangedreven. De primaire ketting lag in een gesloten kettingkast en dreef de meervoudige natte plaatkoppeling en de geheel nieuwe Triumph-drieversnellingsbak aan. Op die versnellingsbak zat ook de kickstarter. Vanaf de versnellingsbak dreef een lange ketting het achterwiel aan. 

### Rijwielgedeelte
Het frame was helemaal nieuw en veel sterker dan het oude open brugframe waarvan de motor een dragend deel was. Nu was het een semi-dubbel wiegframe met vanaf het balhoofd een enkele buis naar beneden, die aan de voorkant van het blok met twee schetsplaten was vastgeschroefd aan het blok en aan een plaatstalen onderframe. De voorvork was de inmiddels vertrouwde Webbvork met een enkele centrale veer. De veerwerking was nog ongedempt, maar de machines kregen wel een frictie-stuurdemper. Beide wielen hadden 7 inch-trommelremmen, 2 inches groter dan voorgaande modellen. 

### Triumph Model CO
Het Triumph Model CO werd in oktober 1928 gepresenteerd en het was het eerste 350cc-kopklepmodel van Triumph. Net als het Model CTT had het de door Vic Horsman ontwikkelde cilinderkop met twee kopkleppen. De boring bedroeg 72 mm en de slag 85,5 mm, waardoor de cilinderinhoud op 348,1 cc kwam. Naast de instorting van de markt door de beurskrach leed het model ook enigszins onder zijn gewicht, omdat frame, spatborden etc. gelijk waren aan die van de veel zwaardere modellen. 

### Triumph Model RT
Het Triumph Model RT was (en is) zeer zeldzaam. Triumph haakte in op de groeiende populariteit van dirttrack-racing in Australië, die later speedway zou worden. Op basis van 350cc-Model CO werd deze machine geleverd zonder versnellingen en zonder remmen, met een kortere wielbasis en zonder alle onnodige onderdelen en met slechts een voetsteun. Het model werd geplaagd door zijn zware frame, terwijl concurrenten speciale dirttrack/speedway-machines leverden, zoals Douglas met haar DT 5 en SW 5 en James met haar A10 Special Speedway. Er zijn dan ook waarschijnlijk zeer weinig exemplaren van het Triumph Model RT verkocht.

### Triumph Model CN
Het 500cc-zijklepmodel Triumph Model CN volgde het Triumph Model NL op. Hoewel het Model NL in 1929 nog in productie bleef, werd het nauwelijks verkocht vanwege de dry-sumpsmering van het nieuwe model. Toch was ook de motor gewijzigd, nu de ontsteking achter de cilinder zat, de boring was verkleind van 84 naar 80 mm en de slag vergroot van 89 naar 99 mm. Daardoor kwam de cilinderinhoud van 493,2 cc op 497,6 cc. Het model diende als toermotor. Hoewel het uitstekend in staat was een zijspan te trekken, was dat de hoofdtaak van het Model CSD.

### Triumph Model CTT
Het Triumph Model CTT was de opvolger van de Triumph Modellen TT en ST, die waren ontwikkeld door motorcoureur Victor Horsman. Hij had een tweekleps-kopklepmotor gemaakt als verbetering van de Triumph Ricardo-modellen, die nog het veel te zwakke frame van het Triumph Model SD hadden. Zowel de motor als Horsmans eigen, veel sterkere frame, voldeden uitstekend, maar hadden nog total loss-smering. Met de komst van het nieuwe frame en de dry-sumpsmering veranderde de modelnaam in Model CTT. De boring, de slag en de cilinderinhoud bleven gelijk. 

### Triumph Model CSD
Het Triumph Model CSD was uiterlijk volkomen identiek aan het Model CN. De extra 4 mm boring die het op 548,6 cc brachten waren niet zichtbaar en de machine moet worden herkend aan het motornummer. Het volgde het Model SD op, dat van 1920 tot 1927 in productie was geweest en het had een zustermodel in het Triumph Model NSD ("New SD"), dat een 550cc-motor had, maar dat ook verkocht werd met een slopermotor. Tussen 1929 en 1932 werden ongeveer 4.300 exemplaren van de zijspantrekker Model CSD geproduceerd. 

## Afbeeldingen

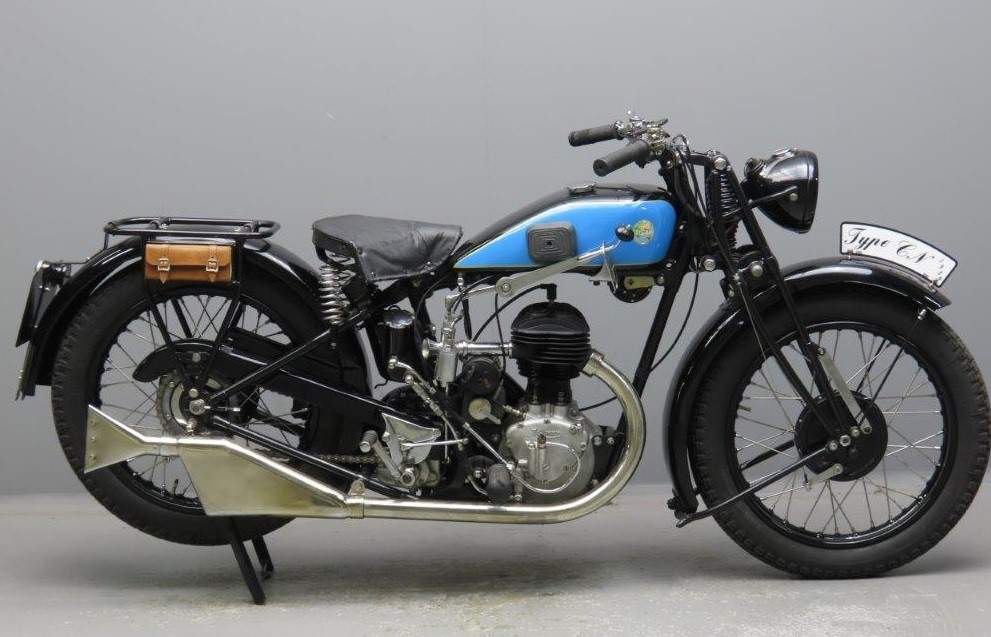
Bij de zijkleppers, zoals dit Model CN, leek het blok klein door de ruimte onder de tank. Die was echter nodig voor de hogere cilinderkop van de kopklepmotoren.
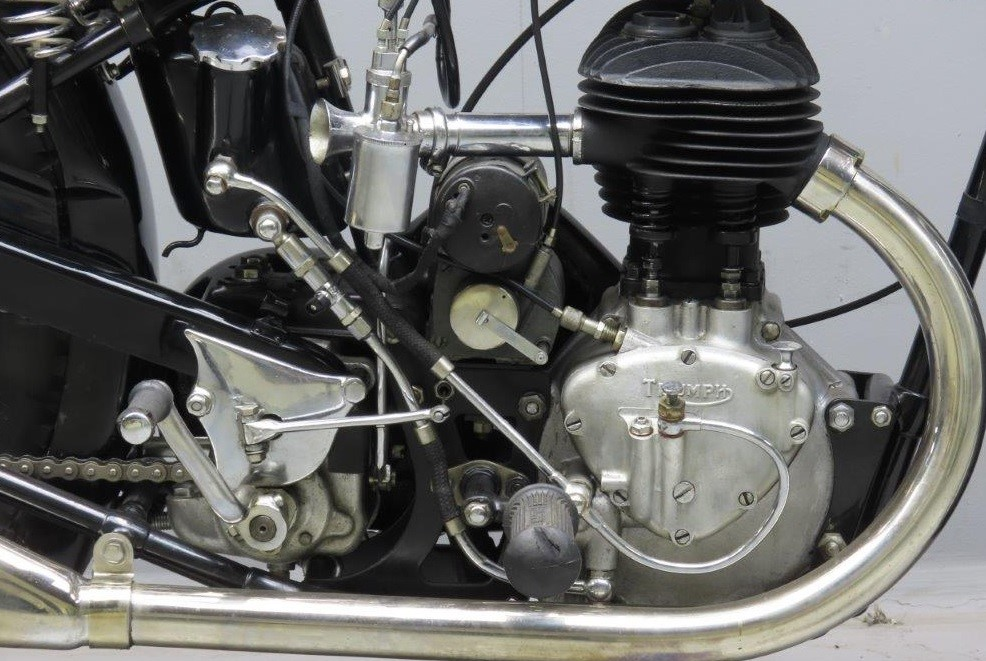
De rechterkant van het CN-blok, met de beide zijkleppen, de magdyno en de carburateur. De nieuwe Triumph-versnellingsbak gaat verscholen achter het kettingschermpje en een afdekplaatje.
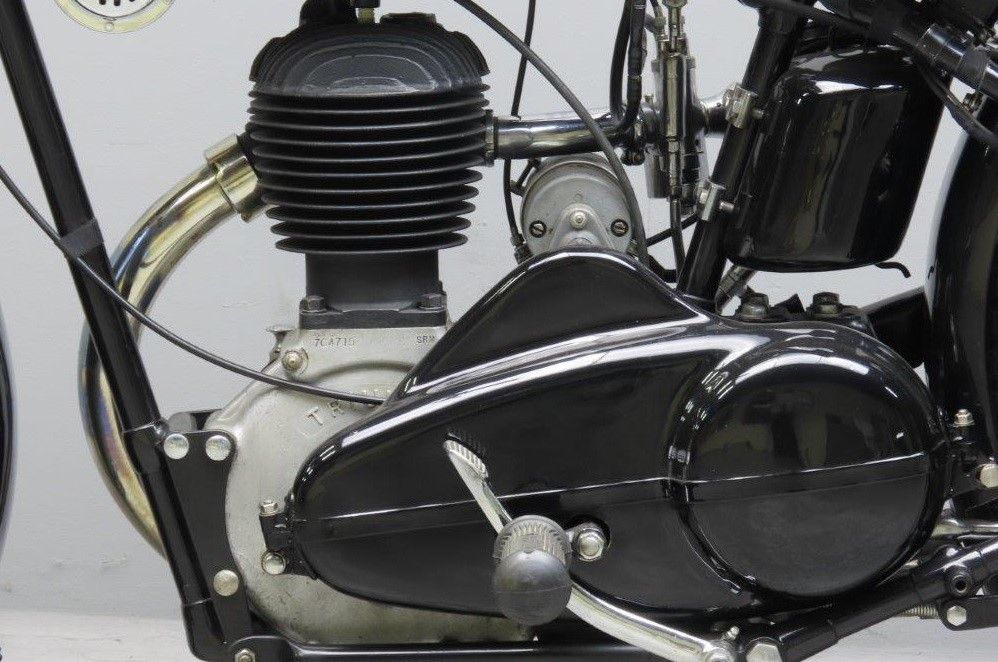
De linkerkant van het CN-blok met het glad afgewerkte deksel van de primaire aandrijving. De "bult" bovenop verbergt de aandrijving van de magdyno.

## Technische gegevens
| Periode                | 1929-1930                           | 1929-1930                           | 1929-1931                           | 1929-1931                           | 1929-1932                           |
| Categorie              | Sport                               | Speedway                            | Toer                                | Sport                               | Toer/zijspantrekker                 |
| Motortype              | OHV                                 | OHV                                 | SV                                  | OHV                                 | SV                                  |
| Bouwwijze              | Dwarsgeplaatste staande eencilinder | Dwarsgeplaatste staande eencilinder | Dwarsgeplaatste staande eencilinder | Dwarsgeplaatste staande eencilinder | Dwarsgeplaatste staande eencilinder |
| Koeling                | Lucht                               | Lucht                               | Lucht                               | Lucht                               | Lucht                               |
| Boring                 | 72,0 mm                             | 72,0 mm                             | 80,0 mm                             | 80,0 mm                             | 84,0 mm                             |
| Slag                   | 85,5 mm                             | 85,5 mm                             | 99,0 mm                             | 99,0 mm                             | 99,0 mm                             |
| Cilinderinhoud         | 348,1 cc                            | 348,1 cc                            | 497,6 cc                            | 497,6 cc                            | 548,6 cc                            |
| Carburateur(s)         | Amac                                | Amac                                | Amac                                | Amac                                | Amac                                |
| Smeersysteem           | Dry-sump                            | Dry-sump                            | Dry-sump                            | Dry-sump                            | Dry-sump                            |
| Max. Vermogen          | 3½ pk                               | 3½ pk                               | 5 pk                                | 5 pk                                | 5½ pk                               |
| Primaire aandrijving   | Ketting                             | Ketting                             | Ketting                             | Ketting                             | Ketting                             |
| Koppeling              | Meervoudige natte plaat             | Meervoudige natte plaat             | Meervoudige natte plaat             | Meervoudige natte plaat             | Meervoudige natte plaat             |
| Versnellingen          | 3                                   | Geen                                | 3                                   | 3                                   | 3                                   |
| Secundaire aandrijving | Ketting                             | Ketting                             | Ketting                             | Ketting                             | Ketting                             |
| Rijwielgedeelte        | Semi-dubbel wiegframe               | Semi-dubbel wiegframe               | Semi-dubbel wiegframe               | Semi-dubbel wiegframe               | Semi-dubbel wiegframe               |
| Voorvork               | Webbvork                            | Webbvork                            | Webbvork                            | Webbvork                            | Webbvork                            |
| Achtervork             | Star                                | Star                                | Star                                | Star                                | Star                                |
| Remmen                 | Trommelremmen                       | Geen                                | Trommelremmen                       | Trommelremmen                       | Trommelremmen                       |
| Tankinhoud             | 11,4 liter                          | Onbekend                            | 11,4 liter                          | 11,4 liter                          | 11,4 liter                          |
| Voorganger             | Geen                                | Geen                                | Model NL                            | Model ST                            | Model SD                            |
| Opvolger               | Model NM                            | Geen                                | Geen                                | Scout A                             | Model 5/1                           |